# 普里茨埃伯湖

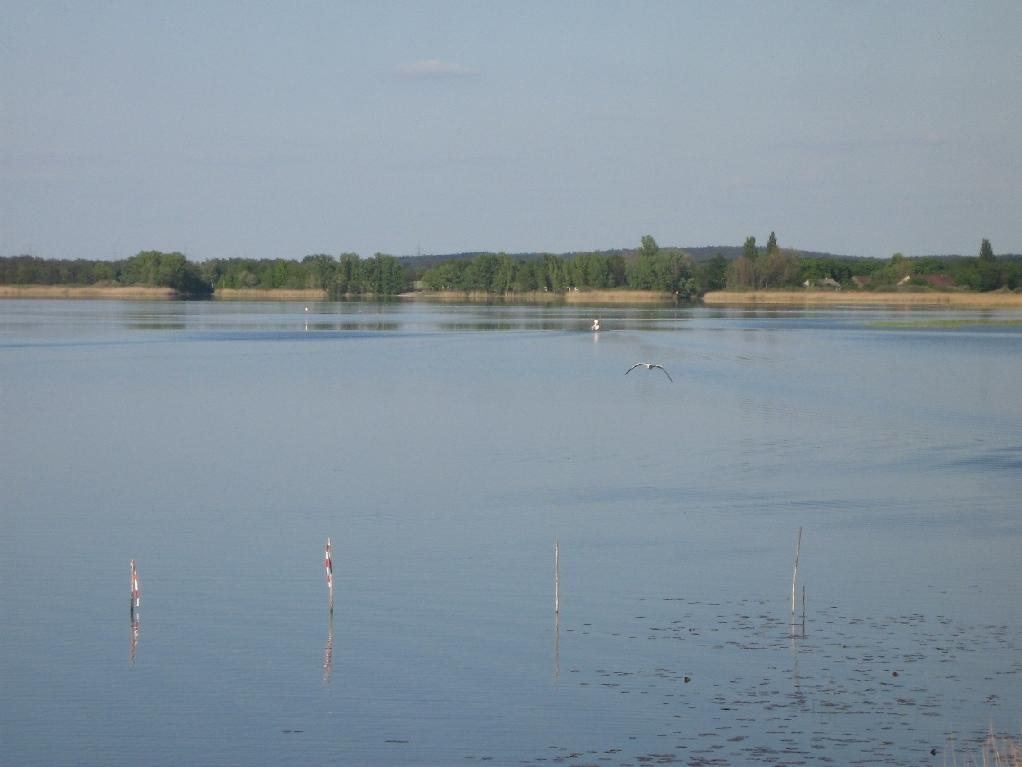

52°30′N 12°29′E / 52.5°N 12.48°E
普里茨埃伯湖（德語：Pritzerber See），是德國的湖泊，位於該國西南部，由勃蘭登堡州負責管轄，處於哈弗爾塞，距離首都柏林60公里，面積1.9平方公里，海拔高度25米，最大水深6米。